# Drăgotești (Gorj)
Drăgotești es una comuna ubicada en el distrito de Gorj, Rumania.

## Superficie
Cuenta con una superficie de 28,93 kilómetros cuadrados.

## Demografía
Hasta 2021 la población era de 2161 habitantes, con una densidad de población de 74,70 habitantes por kilómetro cuadrado.